# Palazzo Saluzzo
Le Palazzo Alessandro Saluzzo est un édifice historique situé au 4 via Lomellini dans le centre historique de Gênes.

## Histoire
Comme beaucoup d'autres palais génois, son nom dérive de l'une des familles émergentes du milieu financier du XVIe siècle, la famille Saluzzo qui depuis au moins 1528 occupe le palais. En 1798, le cadastre de la République ligure démocratique mentionne comme propriétaire Gaetano Montaldo puis selon une mise à jour, en 1907, du cadastre du royaume d'Italie, le propriétaire est Mainetto Emanuele fils de feu Nicolo.
Il n'a jamais été inscrit dans le système des palais des Rolli, mais conserve depuis des siècles son organisation spatiale ancienne, typique des maisons bourgeoises; seules la cage d'escalier et les planchers ont subi une réfection (on  note un décalage des étages du côté de la via Untaria). Il s'enrichit d'un portail donnant sur la via Lomellini au XVIe siècle ainsi que d'une remarquable décoration en trompe-l'œil réalisée a fresco  sur la façade, due selon diverses attributions, à Luca Cambiaso dans sa jeunesse, entre 1543 et 1544.

## Travaux de restauration
L'édifice est restauré à la fin du XIXe siècle. En 2004, à la suite de travaux de ravalement de la façade, l'intervention de la Soprintendenza ai beni Architettonici della Liguria permet le recouvrement intégral de la fresque qui se développe  sur les cinq étages avec une hauteur d'environ 17 m et une largeur d'environ 8,5 m.

## Autres images

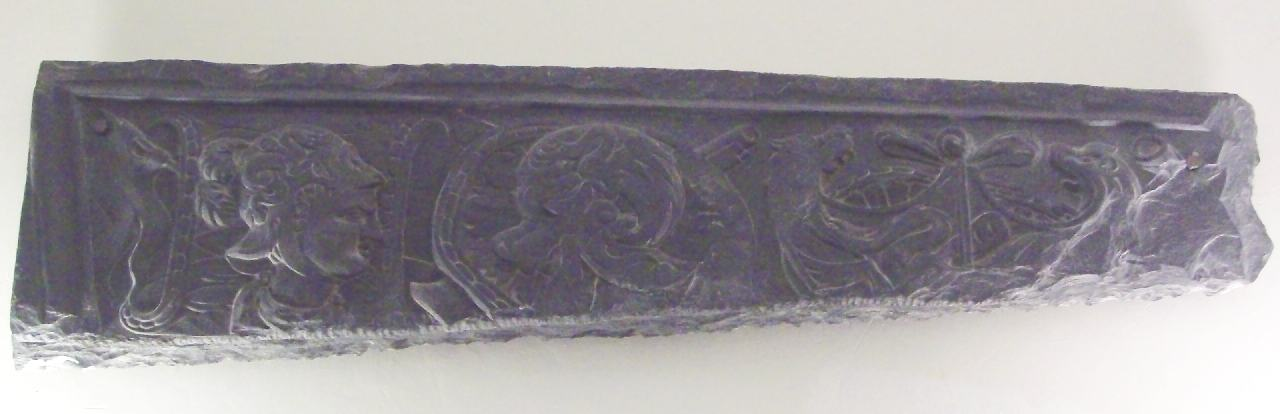
Vestige d'un linteau d'ardoise sculpté.
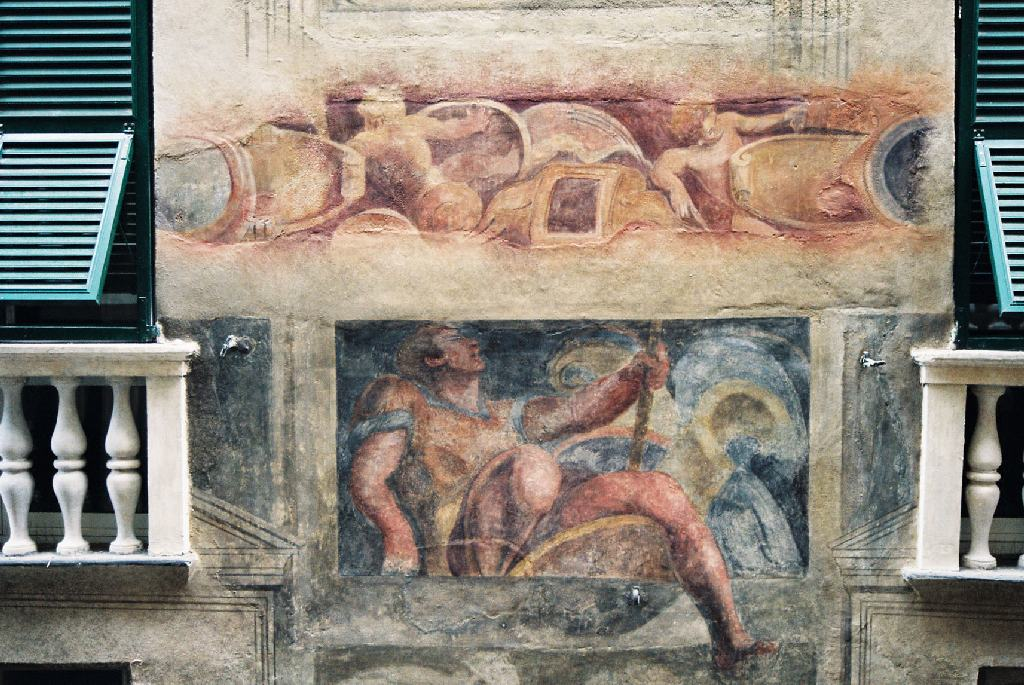
Détails de la fresque.
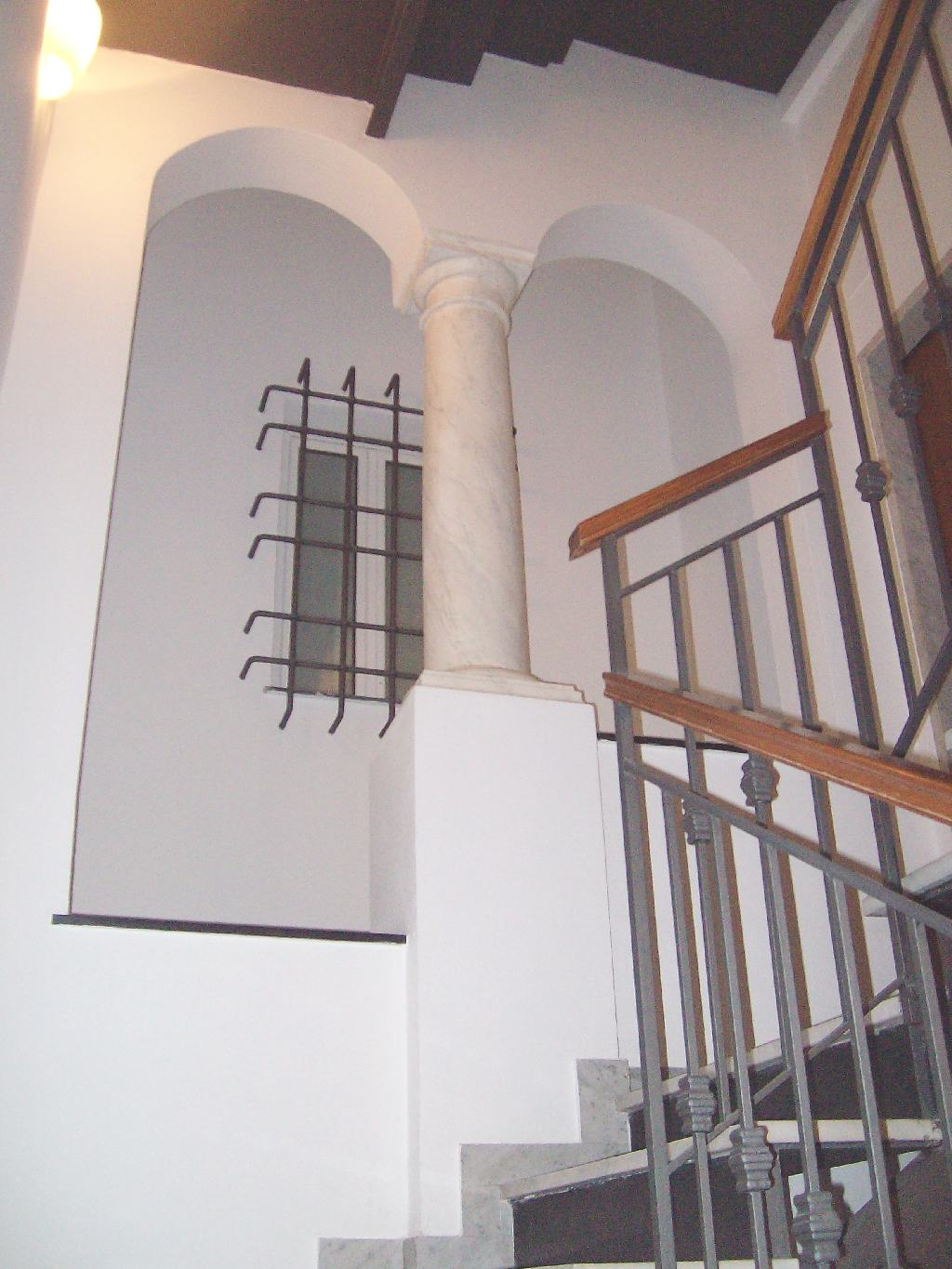
Cage d'escalier rénovée.
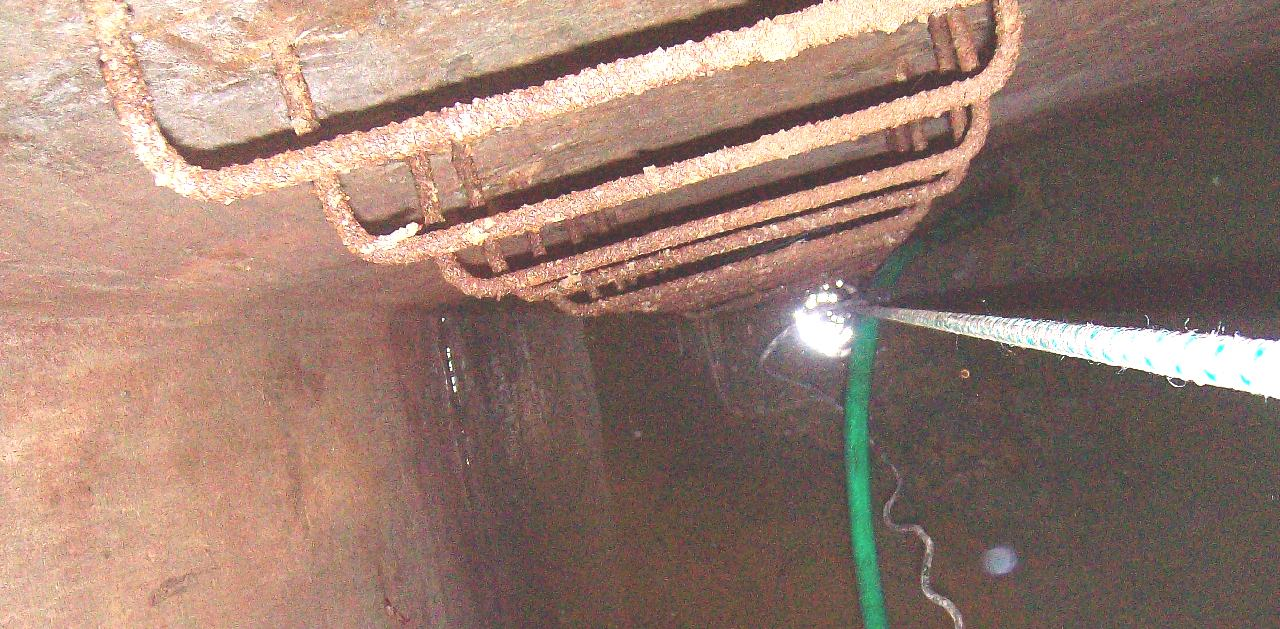
Accès à l'ancienne citerne d'eau.

## Sources
- (it) Cet article est partiellement ou en totalité issu de l’article de Wikipédia en italien intitulé « Palazzo Saluzzo » (voir la liste des auteurs).

1. ↑  E.Torchia et G.Bozzo, Scheda 32. Palazzo Saluzzo in Arkos - numéro spécial i palazzi dei Rolli, 2004, pp. 152 -154

- (it) Base de données des édifices du centre historique de Gênes recensés par nom de rue.